# Il mondo violento di Bobbie Jo ragazza di provincia
Il mondo violento di Bobbie Jo ragazza di provincia (Bobbie Jo and the Outlaw) è un film drammatico del 1976 diretto da Mark L. Lester, con protagonisti  Lynda Carter e Marjoe Gortner.

## Trama
Lyle Wheeler è un abile pistolero che recita in finti duelli nel New Mexico. Rimasto appiedato, ruba un'auto sportiva sfuggendo alla polizia, paragonandosi ad un moderno Billy the Kid. Un giorno giunge in un paese dove incontra Bobbie Jo, ragazza fast food con aspirazioni da cantante country, insoddisfatta della monotona vita cittadina e con una madre alcolizzata. Lei cede alle avance del giovane e assieme all'amica Essie decidono di seguirlo nelle sue peregrinazioni.
Dopo un bagno in una vasca naturale con un pellerossa, nonno di Essie, che gli fornisce dei funghi allucinogeni, si dirigono nella città dove vive la sorella di Bobbie Jo, Pearl, assieme al suo fidanzato Slick. Questi è un rapinatore  che convince Lyle a seguirlo in una rapina in una rimessa di auto. Scoperti, Lyle spara e uccide il guardiano, fuggendo poi con il magro bottino. A questo punto interviene lo sceriffo della Contea, Hicks, che inizia una lunga caccia per acciuffarli.
Sfuggiti fortunosamente ad un inseguimento della polizia (si erano travestiti da aderenti ad una setta di cristiani evangelici) si rifugiano in un motel dove ascoltano lo sceriffo promettere la clemenza per Lyle se si consegnerà alla polizia. Essie decide di costituirsi all'insaputa degli altri e telefona allo sceriffo. Questi sopraggiunge con un folto numero di agenti ma quando la ragazza esce dalla stanza viene uccisa dagli spari dei poliziotti che circondano l'appartamento. Recuperata e sepolta mestamente l'amica i quattro superstiti decidono di fondare una banda per compiere rapine nella regione e vendicarsi di Hicks.
Riescono a rapinare una banca fuggendo con la cassaforte ma uccidendo delle persone, mentre lo sceriffo continua il loro inseguimento. Riconosciuti da un barbiere uccidono lo sceriffo della cittadina sopraggiunto, riprendendo la fuga: Lyle uccide in duello anche un uomo che, conoscendo le sue abilità di tiratore, vuole misurarsi con lui con pistole vere.
I quattro continuano la loro fuga inseguiti da un corposo spiegamento di forze dell'ordine che alla fine li blocca in un motel. Decisi a vendere cara la pelle, nonostante le suppliche delle ragazze, gli uomini ingaggiano uno scontro a fuoco in cui vengono uccisi entrambi oltre a Pearl. Bobbie Jo, arrestata e condotta in prigione, inveisce contro lo sceriffo che ha infranto il suo sogno di libertà ed ha ucciso le persone che amava.

## Produzione
Il film è stato girato nel New Mexico  ed è un classico road-movie violento. Il titolo scelto originariamente era "Desperado".
Il film è stato presentato pochi mesi prima dell'inizio delle riprese della serie Wonder Woman con cui la Carter ottenne fama internazionale.
Nel film sono presenti delle scene di nudo dell'attrice Lynda Carter che sono le uniche di tutta la sua carriera.